# Joseph Jenckes

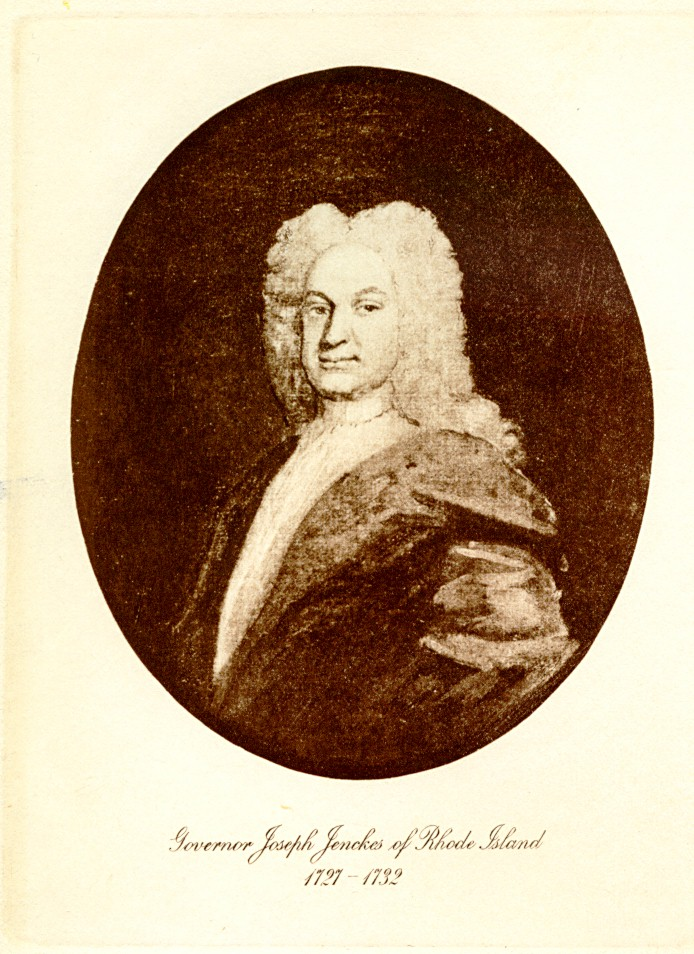
Joseph Jenckes

Joseph Jenckes III. (* 1656 in Lynn, Massachusetts; † 15. Juni 1740 in Pawtucket, Colony of Rhode Island and Providence Plantations) war ein britischer Politiker. Er war Vizegouverneur und Kolonialgouverneur der Colony of Rhode Island and Providence Plantations.

## Werdegang
Joseph Jenckes III., Sohn von Esther Ballard (1632–1717) und Joseph Jenckes II. (1628–1717), wurde während der Kolonialzeit geboren. Die Familie Jenckes lebte in Lynn (Massachusetts), bevor sie sich in Rhode Island niederließ. Über die Jugendjahre von Joseph Jenckes III. ist nichts bekannt. Sein Vater, der Sohn von Joan Hearne (1607–1635) und Joseph Jenckes I. (1599–1683), betrieb ein Sägewerk in Warwick (Kent County), bevor er nach Providence (Providence County) hinzog. Joseph Jenckes III. wurde 1681 ein Freeman in Providence. Zehn Jahre später schlug er eine öffentliche Laufbahn ein. Er vertrat zwischen 1691 und 1708 zwölf Jahre lang das Providence County als Abgeordneter im Abgeordnetenhaus und in vier dieser Jahre bekleidete er dort den Posten als Speaker. Zwischen 1707 und 1712 war er Bürgermeister der Towns Providence und Warwick, sowie Assistant von Providence während dieser Jahre. Jenckes wurde 1715 zum Vizegouverneur der Kolonie gewählt. Er hielt den Posten jedes Jahr bis 1721 und dann zwischen 1722 und 1727. Zu jener Zeit wurde er zum Kolonialgouverneur gewählt. Er bekleidete diesen Posten dann fünf aufeinanderfolgende einjährige Amtszeiten.
Eines der Hauptanliegen während der Amtszeiten von Jenckes war die Beilegung der Grenzstreitigkeiten mit der Nachbarkolonie Connecticut. Zwischen seinen zwei Amtszeiten war Jenckes in England bei Richard Partridge, um eine königliche Intervention in diesem Disput zu erlangen. Connecticut weigerte sich die Grenze zwischen den beiden Kolonien zu akzeptieren, welche durch die Kommissare beider Kolonien festgelegt wurde, als sie sich 1703 in Stonington (Connecticut) trafen. Es existierte auch ein Disput zwischen der Kolonie von Rhode Island und der Kolonie von Massachusetts den Grenzverlauf betreffend. Jenckes und sein Partner schafften es, dass die Krone zu ihren Gunsten entschied. Mehrere Jahre später, 1726, war Jenckes einer von vier Kommissaren von Rhode Island, die sich mit den Kommissaren von Connecticut trafen, um den Grenzverlauf zwischen den beiden Kolonien festzulegen. Im folgenden Jahr schrieb Jenckes einen Brief im Namen der General Assembly an George II., wo ihm für den Schutz der Charter-Privilegien von Rhode Island gedankt wurde.
Jenckes war zweimal verheiratet. Er heiratete zuerst Martha Brown (1658–1723), Tochter von Mary Holmes und John Brown. Das Paar bekam neun gemeinsame Kinder und mindestens 68 Enkel. Ihre Kinder waren: Obadiah (1684–1768), Nathaniel (1687/8–1753), Martha (1689–1756), Catherine (1694–1792), John (1696–1721), Lydia (1703–1757), Joseph, Mary und Esther. Nach dem Tod seiner ersten Ehefrau heiratete er am 3. Februar 1727 Alice Dexter (1665–1736), die Witwe von John Dexter, dem Sohn von Gregory Dexter, einen frühen Präsidenten von Providence und Warwick. Alice war die Tochter von Sarah Whipple und John Smith. Jenckes verstarb 1740 ohne ein Testament hinterlassen zu haben. Er litt zuletzt an einer Geisteskrankheit. Sein Sohn Nathaniel wurde zum Nachlassverwalter ernannt. Jenckes wurde laut John Osborne Austin auf dem North Burial Ground in Providence beigesetzt, was aber nicht stimmt. Der Familienfriedhof in Pawtucket (Providence County), wo er in Wirklichkeit begraben wurde, existiert heute nicht mehr.